# Igreja Congregacional de Cliff Town

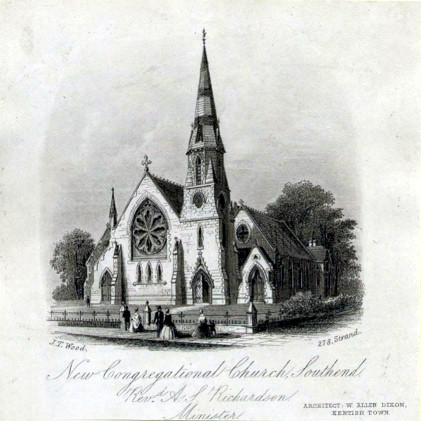
Nova Igreja Congregacional, Southend. JT Wood, c. 1865

A Igreja Congregacional de Cliff Town é uma igreja listada de Grau II em Southend-on-Sea, Essex, na Inglaterra. Foi projectada por W. Allen Dixon por volta de 1865.